# La batalla de Cascina

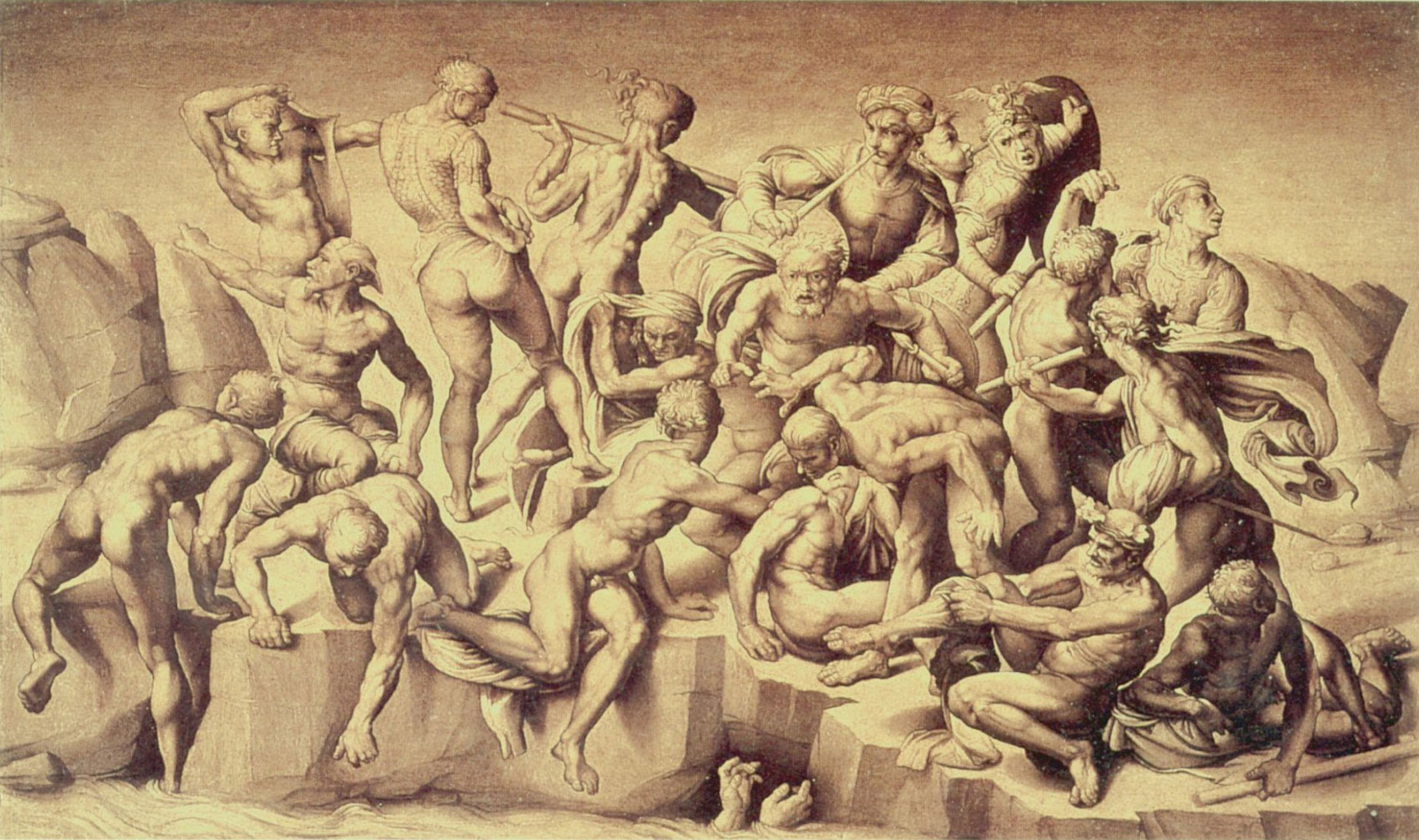
Copia del dibujo de Miguel Ángel, de la parte central de La batalla de Cascina, pintada por Bastiano da Sangallo (Norfolk, Reino Unido, Palacio Holkham Hall).

La batalla de Cascina es un fresco diseñado por Miguel Ángel para el Palazzo Vecchio de Florencia. No llegó a pintarlo e hizo sólo el cartón (modelo) previo, que fue destruido y es conocido por la copia pintada al óleo por Bastiano da Sangallo y por dos grabados parciales de Marcantonio Raimondi.

## El encargo
En 1503, la Señoría de Florencia ideó una gran decoración para la Sala del Consejo (actualmente sala del Cinquencento) del Palazzo Vecchio. La república había sucedido al reinado de Lorenzo el Magnífico y a la tiranía de Savonarola. Por lo tanto, para competir con el patrocinio de los Médici, y glorificar la grandeza y el poder de Florencia, encargó a Leonardo da Vinci un fresco celebrando La batalla de Anghiari y la victoria sobre los milaneses, y otro a Miguel Ángel, de La batalla de Cascina y la victoria sobre los pisanos.
Miguel Ángel acababa de triunfar con su estatua de David (actualmente en la Galería de la Academia de Florencia). Instaló su taller en el Hospital dei Tintori de San'Onofrio. Se sabe que el 3 de octubre de 1504, los cartones ya se habían visionado. Trabajó hasta su partida a Roma en 1505 y acabándolos en su retorno a Florencia en 1506. En mayo de 1506 Leonardo da Vinci dejó Florencia para irse a Milán, abandonando, sin acabar, La batalla de Anghiari. Al mismo tiempo, Miguel Ángel también abandonó La batalla de Cascina, y se marchó a Bolonia, donde trabajó durante dos años en la estatua del papa Julio II, que había de ponerse en la fachada de San Petronio. La estatua resultaría destruida en 1511 por la población de Bolonia.

## El tema
Entre 1362 y 1364, una guerra enfrentó a los florentinos comandados por Galeotto Malatesta, y a los pisanos con Giovanni Acuto al frente. El 28 de julio de 1364, los soldados florentinos y sus dirigentes, sofocados por el calor, se bañaban en el río Arno, cuando fueron sorprendidos por los soldados pisanos. Pero Manno Donati, un comisionado de Florencia, consiguió dar la alarma. Los florentinos reaccionaron contraatacando la acción de Acuto, y capturaron numerosos soldados pisanos. Según otra versión del relato, los soldados florentinos recibieron una alerta falsa de un vigía, preocupado porque se habían entretenido en el río. Salieron del agua, y al de poco de comprobar que el aviso era falso, vieron que efectivamente las tropas pisanas se acercaban. Ello les permitió defenderse eficazmente.
Miguel Ángel no eligió como motivo la lucha sangrienta de florentinos y pisanos, sino el instante previo cuando aquellos fueron alertados del ataque. Demostró su gran dominio del desnudo, junto con el movimiento dinámico y de creación hasta agotar todas las posibilidades expresivas con gran variedad de técnicas, contornos con carbón, otros con trazos fuertes, esfumados e iluminados con yeso. Por ejemplo en el Desnudo de espaldas conservado en la casa Buonarroti de Florencia, se aprecian los perfiles con trazos gruesos y las sombras en retícula.
La elección de La batalla de Cascina para decorar la Sala del Consejo se explica por la tregua entre Francia y España y la captura de César Borgia, y porque Florencia tuvo que lanzar este mismo año 1504 una nueva campaña militar contra Pisa. El tema del mural muestra la determinación de la Señoría para finalmente vencer a los pisanos.
Por su partida a Roma llamado por el papa Julio II, el artista no pudo pasar al fresco los cartones. El fresco realizado por Leonardo da Vinci, en la Sala del Consejo, La batalla de Anghiari, se destruyó poco tiempo después y sólo es conocido por una copia de la parte central realizada por Rubens. Curiosamente, existe también una copia de la parte central de La batalla de Cascina, hecha por Bastiano da Sangallo y conservada ahora en el palacio Holkham Hall de Norfolk (Reino Unido).

## Posteridad
Cuando vieron este esbozo los otros artistas quedaron rendidos de admiración y atónitos, porque era una revelación de la cima que el arte del dibujo podría conseguir. Aquellos que han visto estas inspiradas figuras declaran que nunca han estado superadas por ningún artista, ni siquiera por Miguel Ángel y que nadie, nunca, conseguirá alcanzar esta perfección.
Vasari, 1550.

Algunas fuentes culpan de la destrucción del cartón de Miguel Ángel a Baccio Bandinelli, su más encarnizado rival. En 1511, durante una visita a Florencia del papa León X, se realizaron decoraciones por toda la ciudad basadas en La batalla de Cascina, y parece que fue Bandinelli quien dirigió los trabajos y troceó el cartón con el pretexto de que diferentes artistas lo tenían que copiar para así adornar la población en honor del papa. 
En el Museo Británico y en la colección de los Uffizi, se conservan estudios sobre figuras individuales de este esbozo de Miguel Ángel. Parte de su fama posterior se debe a dos grabados de Marcantonio Raimondi, que reproducen unas pocas figuras de la zona izquierda. Uno de ellos, llamado Los escaladores, muestra tres figuras, entre ellas un guerrero de espaldas saliendo del río; el otro se limita a este último. Se cuenta que uno de estos grabados fue admirado por Rafael Sanzio, quien decidió colaborar con Raimondi en la producción de estampas. Esta relación resultó clave en la evolución del grabado europeo y en la expansión de la fama de Rafael.